# Odontotremataceae
Odontotremataceae är en familj av lavar. Odontotremataceae ingår i ordningen Ostropales, klassen Lecanoromycetes, divisionen sporsäcksvampar och riket svampar.
|                   | Stictidaceae                |
|                   |                             |
|                   | Porinaceae                  |
|                   |                             |
|                   | Phlyctidaceae               |
|                   |                             |
| Odontotremataceae | \| \| Xerotrema \| \| \| \| |
|                   | \| \| Xerotrema \| \| \| \| |
|                   | Myeloconidaceae             |
|                   |                             |
|                   | Gyalectaceae                |
|                   |                             |
|                   | Graphidaceae                |
|                   |                             |
|                   | Gomphillaceae               |
|                   |                             |
|                   | Coenogoniaceae              |
|                   |                             |
|                   | Myeloconidiaceae            |
|                   |                             |
|                   | Asterothyriaceae            |
|                   |                             |
|                   | Thelotremataceae            |
|                   |                             |
|                   | Amphorothecium              |
|                   |                             |
|                   | Xerotrema                   |
|                   |                             |

|  | Xerotrema |
|  |           |